# NGC 7493
NGC 7493 est une étoile située dans la constellation des Poissons,. L'astronome français Guillaume Bigourdan a enregistré la position de celle-ci le 28 octobre 1886.